# 橙口榧螺
橙口榧螺（学名：Oliva miniacea），是新腹足目榧螺科榧螺属的一种。主要分布于新加坡、马来西亚、印度尼西亚、中国大陆、台湾，常栖息在温暖海域的浅海砂泥底。